# Gorenci
Gorenci (mazedonisch Горенци; albanisch definit Gorenca, indefinit Gorencë) ist ein kleines Haufendorf im südlichen Teil der Opština Debarca in der Region Südwesten der Republik Nordmazedonien.

## Geographie
Das Dorf liegt in einem kleinen Bachtal westlich eines tiefen Gebirgszuges am östlichen Rand des Beckens von Struga auf einer Höhe zwischen 715 und 770 m. i. J. Der Flughafen Ohrid liegt gleich westlich vom Dorfeingang, die Stadt Struga ist fünf Kilometer südwestlich, Ohrid acht Kilometer südöstlich entfernt.
Im Norden befindet sich Trebeništa (auch Debarca), im Nordosten Livoišta (Ohrid), im Südosten Gorno Lakočerej (Ohrid), im Süden Orovnik (Debarca), im Südwesten Misleševo (Struga) und im Nordwesten Moroišta (Struga).

## Bevölkerung
Der Ort hat 316 Einwohner in 88 Haushalten (Stand 2002). 169 Bewohner gehören der mazedonischen Mehrheit an und sprechen die mazedonische Sprache. Sie bekennen sich fast ausschließlich zum orthodoxen Christentum und sind in der mazedonisch-orthodoxen Kirche organisiert. 145 Bewohner wiederum gehören der albanischen Minderheit an und sprechen einen südgegischen Dialekt. Sie bekennen sich fast ausschließlich zum Islam hanafitischer Rechtsschule, wenngleich der bektaschitische Einfluss nicht zu unterschätzen ist, jedoch in den letzten Jahrzehnten merklich abgenommen hat. Unbedeutend ist hingegen der Salafismus. Daneben gibt es zwei Angehörige anderer Ethnien.
Die alte Moschee und die Moschee „Hadschi Dschabir“ von 2008 daneben sind die höchstgelegenen Gebäude des Dorfes. In der Nähe des Dorfplatzes liegt eine christlich-orthodoxe Kirche. Das Dorf kann in eine nördliche albanisch-muslimische und in eine südliche mazedonisch-christliche Hälfte aufgeteilt werden.
Ein Großteil der während des sozialistischen Jugoslawiens aufgewachsenen Bewohner ist außerdem säkular geprägt. Der Atheismus spielt eher eine unbedeutende Rolle.
Die nachfolgende Tabelle zeigt die demographische Entwicklung.
| Jahr      | 1873 | 1900 | 1948 | 1953 | 1961 | 1971 | 1981 | 1991 | 1994 | 2002 |
| --------- | ---- | ---- | ---- | ---- | ---- | ---- | ---- | ---- | ---- | ---- |
| Einwohner | 103  | 130  | 466  | 512  | 589  | 605  | 610  | 485  | 369  | 316  |

## Bildung
Im Dorf befindet sich eine Primarschule, welche die Schüler bis zur vierten Klasse besuchen. Weiterführende Schulen befinden sich im benachbarten Trebeništa.

## Geschichte

### Bronze- und Eisenzeit
An vielen Stellen rund um das Dorf wurden zahlreiche bronze- und eisenzeitliche Funde gemacht.

### Antike

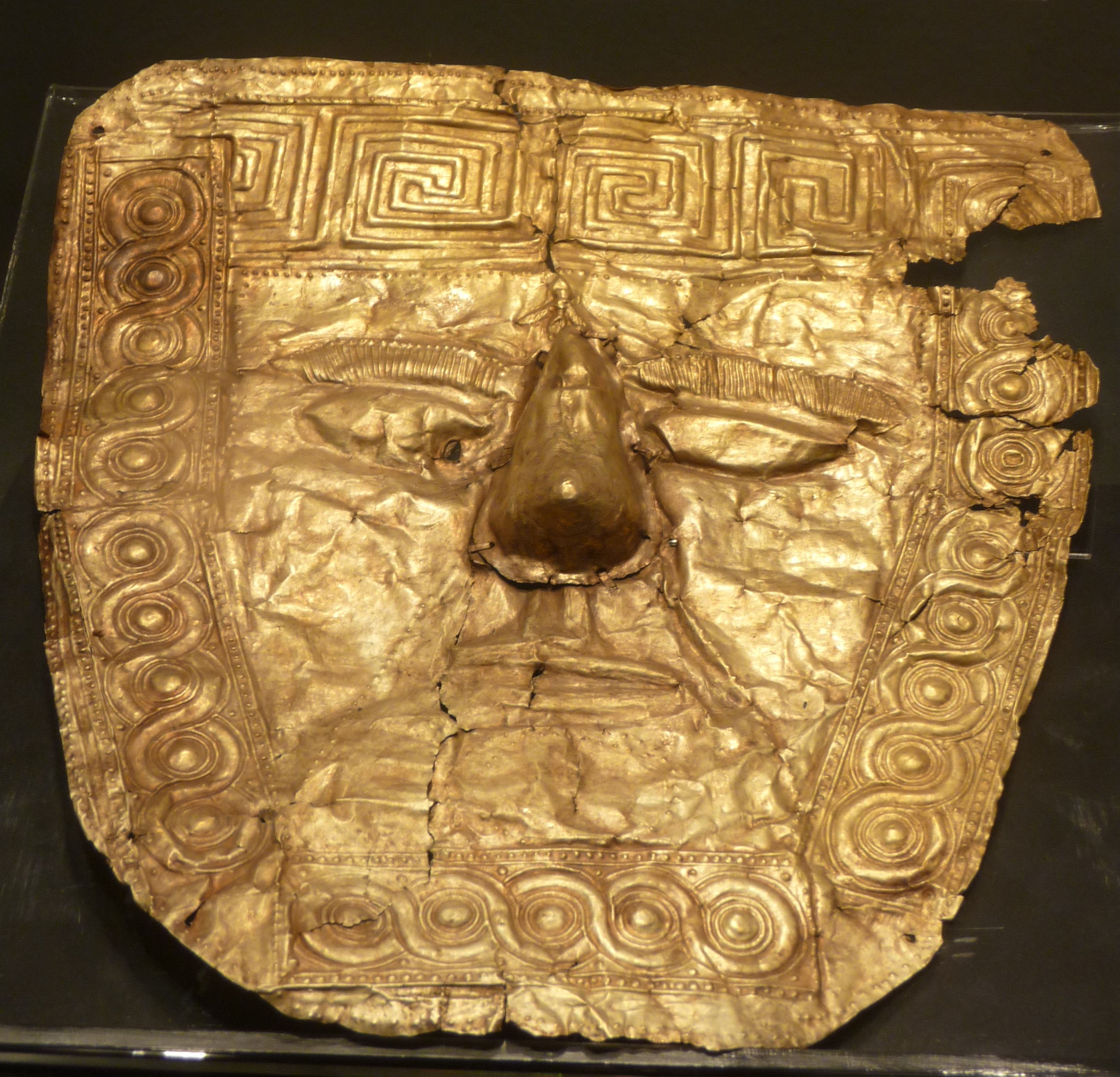
Eine der bei Gorenci gefundenen goldenen Masken aus dem 6. Jahrhundert v. Chr. (Nationales Archäologisches Museum Sofia)

Während der Besetzung des Königreiches Serbien durch das Königreich Bulgarien im Ersten Weltkrieg von November 1915 bis September 1918 stießen bulgarische Soldaten südlich von Gorenci in der Nähe des muslimischen Friedhofs auf eine Nekropole aus dem Ende des 6. Jahrhunderts v. Chr. Karel Škorpil leitete die Ausgrabungsarbeiten und unter anderem Bogdan Filow untersuchte die gefundenen Artefakte: Fünf Goldmasken, zahlreiche Gräber, Eisenohrringe und Eisenplatten waren gefunden worden. Forscher kamen weiter zum Schluss, dass die Grabstätte von den Bewohnern der nahen Stadt Lychnidos benutzt wurde und dass eine illyrische oder thrakische Kultur die Stätte gebaut haben muss.
Nordöstlich des Dorfes am westlichen Gebirgshang wurden Funde aus römischer Zeit gemacht: In den Siedlungsruinen sind Fragmente von Keramikgefäßen und eine Vielzahl an Baumaterialien gefunden.

### Frühmittelalter
Fast zuoberst auf dem Gebirgszug östlich des Dorfes liegen die Ruinen eines frühmittelalterlichen Klosters. Steingruppen, Kesselstein und Dachziegeln wurden hierbei ausgegraben.

## Wirtschaft
Gorencis Dorfstraße wurde im Jahr 2006 erneuert. Die Hänge nördlich und südlich des Dorfes sind von Weinreben geprägt, die aber, wenn überhaupt, noch von älteren Generationen gepflegt werden. Auch sonst haben Landwirtschaft und Viehzucht nur einen niedrigen Stellenwert, im Gegensatz zu früher. Auch der früher obligate Nutzgarten zuhause wird immer weniger bebaut. Die meisten Einwohner pendeln heutzutage zur Arbeit nach Struga oder Ohrid.
In den östlichen Wäldern oberhalb des Dorfes werden im Herbst viele Kastanien und verschiedene Pilzsorten gesammelt.

## Verkehr
Gorecni liegt gleich östlich der Nationalstraße A2, welche die nordmazedonische Hauptstadt Skopje mit dem nordmazedonisch-albanischen Grenzübergang Qafë Thana verbindet.